# 56B villamos (Budapest)
A budapesti 56B jelzésű villamos Hűvösvölgy és a Csóka utca között közlekedett a 2022-es budafoki vágányzár idején. A viszonylatot a Budapesti Közlekedési Zrt. üzemeltette.

## Története
1981. október 22-étől a Széll Kálmán (akkor Moszkva) tér és Hűvösvölgy közötti pályafelújítási munkálatok miatt az 56-os villamos megosztott útvonalon, 56A jelzéssel a Széll Kálmán tér felől, 56B jelzéssel pedig Hűvösvölgy felől Budagyöngyéig közlekedett. 1982. május 24-étől az 56B rövidített útvonalon, minden nap 6 és 12 óra között Budagyöngyétől a Vadaskerti utcáig, majd 12 óra után a Nagyhíd megállóhelyig járt. 1982. szeptember 18-án a felújítás befejeztével megszűnt. 1983. június 13. és 19. között ismét közlekedett, ekkor a Budagyöngye és a Nyéki út közötti szakaszon. November 8-án újraindult a Heinrich István útig, majd november 24-én végleg megszűnt.
2022. október 3. és november 18. között a Hűvösvölgy és a Csóka utca között közlekedett a budafoki vágányzár idején.

## Útvonala
| Csóka utca felé |
| --- |
| Hűvösvölgy vá. – Hűvösvölgyi út – Völgy utca – Alsó Völgy utca – Versec sor – Hűvösvölgyi út – Szilágyi Erzsébet fasor – Széll Kálmán tér – Krisztina körút – Döbrentei tér – Szent Gellért rakpart – Szent Gellért tér – Bartók Béla út – Csóka utca vá. |
| Hűvösvölgy felé |
| Csóka utca vá. – Bartók Béla út – Szent Gellért tér – Szent Gellért rakpart – Döbrentei tér – Krisztina körút – Széll Kálmán tér – Szilágyi Erzsébet fasor – Hűvösvölgyi út – Versec sor – Alsó Völgy utca – Völgy utca – Hűvösvölgyi út – Hűvösvölgy vá. |

## Megállóhelyei
Az átszállási kapcsolatok között a Hűvösvölgy és a Móricz Zsigmond körtér között azonos útvonalon közlekedő 56-os és 56A villamos nincs feltüntetve.
| 0  | Hűvösvölgy végállomás           | 41 | 29, 57, 63, 64, 64A, 157, 157A, 164, 257, 264 59B, 61 Gyermekvasút |
| 2  | Heinrich István utca            | 38 | 59B, 61 |
| 3  | Völgy utca                      | 37 | 59B, 61 |
| 4  | Vadaskerti utca                 | 36 | 59B, 61 |
| 5  | Nagyhíd                         | 35 | 59B, 61 |
| 6  | Zuhatag sor                     | 34 | 59B, 61 |
| 8  | Kelemen László utca             | 33 | 29, 129 59B, 61 |
| 9  | Akadémia                        | 32 | 129 59B, 61 |
| 10 | Budagyöngye                     | 31 | 22, 22A, 129, 222, 291 59B, 61 781, 782, 783, 784, 785, 786, 787, 789, 791, 793, 794, 795                                                                                          |
| 11 | Nagyajtai utca                  | 29 | 91, 129 59B, 61 |
| 14 | Szent János Kórház              | 27 | 22, 22A, 91, 128, 129, 155, 156, 222 59, 59B, 60, 61 781, 782, 783, 784, 785, 786, 787, 789, 791, 793, 794, 795                                                                    |
| 15 | Városmajor                      | 26 | 5, 22, 22A, 91, 155, 156, 222 59, 59B, 60, 61 |
| 16 | Nyúl utca                       | 25 | 5, 91, 155, 156 59, 59B, 61 |
| 18 | Széll Kálmán tér M              | 24 | 5, 16, 16A, 21, 21A, 22, 22A, 39, 91, 102, 116, 128, 129, 139, 140, 140A, 149, 155, 156, 222 4, 6, 17, 59, 59A, 59B, 61 781, 782, 783, 784, 785, 786, 787, 789, 791, 793, 794, 795 |
| 20 | Déli pályaudvar M               | 22 | 17, 59, 59A, 59B, 61 21, 21A, 39, 102, 139, 140, 140A 770 S10 , S12 , S30 , G30 , Z30 , S40 , Z40 , S42 , Z42 , IC, sebesvonat, gyorsvonat, expresszvonat,                         |
| 21 | Mikó utca                       | 20 | |
| 22 | Krisztina tér                   | 18 | 5, 16, 105, 178 |
| 24 | Dózsa György tér                | 16 | 5, 16, 178 |
| 26 | Döbrentei tér                   | 14 | 5, 178 |
| 27 | Rudas Gyógyfürdő                | 13 | 19, 41 7, 8E, 105, 108E, 110, 110E, 112, 178 |
| 30 | Szent Gellért tér – Műegyetem M | 11 | 19, 41, 48, 49 7, 133E |
| 32 | Gárdonyi tér                    | 9  | 19, 41, 48, 49 7 |
| 35 | Móricz Zsigmond körtér M        | 6  | 6, 17, 41, 48, 49, 56, 56A, 61 7, 27, 33, 58, 114, 213, 214, 240 |
| 37 | Kosztolányi Dezső tér           | 4  | 19, 49 7, 53, 58, 114, 150, 153, 154, 212, 212A, 213, 214, 240 |
| 38 | Karolina út                     | 2  | 19, 49 7, 58, 114, 153, 213, 214 |
| 39 | Csóka utca végállomás           | 0  | 19, 49 |